# Liste der Kulturdenkmale in Börde-Hakel
In der Liste der Kulturdenkmale in Börde-Hakel sind alle Kulturdenkmale der Gemeinde Börde-Hakel und ihrer Ortsteile aufgelistet. Grundlage ist das Denkmalverzeichnis des Landes Sachsen-Anhalt, das auf Basis des Denkmalschutzgesetzes des Landes Sachsen-Anhalt vom 21. Oktober 1991 durch das Landesamt für Denkmalpflege und Archäologie Sachsen-Anhalt erstellt und seither laufend ergänzt wurde (Stand: 31. Dezember 2024).

## Kulturdenkmale nach Ortsteilen

### Etgersleben
| Lage                                         | Bezeichnung    | Beschreibung  | Erfassungs- nummer | Ausweisungsart | Bild   |
| -------------------------------------------- | -------------- | ------------- | ------------------ | -------------- | ------ |
| Am Bahnhof 9 südöstlich der Ortslage (Karte) | Bahnhof        |               | 094 90173          | Baudenkmal     | BW     |
| An der Kirche (Karte)                        | Kirche         | St. Michaelis | 094 10107          | Baudenkmal     | Kirche |
| An der Kirche 2 (Karte)                      | Pfarrhaus      |               | 094 90172          | Baudenkmal     | BW     |
| Karl-Marx-Straße 24-26 (Karte)               | Fabrik         |               | 094 90175          | Baudenkmal     | Fabrik |
| Klein Germerslebener Straße Friedhof         | Kriegerdenkmal |               | 094 90174          | Baudenkmal     |        |
| Leninstraße 4 (Karte)                        | Bauernhaus     |               | 094 90176          | Baudenkmal     | BW     |

### Hakeborn
| Lage                                           | Bezeichnung         | Beschreibung                                                                               | Erfassungs- nummer | Ausweisungsart | Bild           |
| ---------------------------------------------- | ------------------- | ------------------------------------------------------------------------------------------ | ------------------ | -------------- | -------------- |
| L 76 zwischen Hakeborn und Westeregeln (Karte) | Bergwerk            |                                                                                            | 094 97441          | Baudenkmal     | BW             |
| Fabrikstraße 2, 4, 6, 8 (Karte)                | Siedlung            |                                                                                            | 094 11129          | Denkmalbereich | BW             |
| Friedensstraße 5 (Karte)                       | Gasthaus            | Zum Deutschen Hause                                                                        | 094 11132          | Baudenkmal     | Gasthaus       |
| Lange Straße 6 (Karte)                         | Wohnhaus            |                                                                                            | 094 11131          | Baudenkmal     | Weitere Bilder |
| Lange Straße 22 südwestlich der Kirche (Karte) | Gutshof             | Amt, Alter Gutshof                                                                         | 094 97465          | Baudenkmal     | Weitere Bilder |
| Mechthildplatz 1 (Karte)                       | Pfarrhaus           |                                                                                            | 094 11134          | Baudenkmal     | Weitere Bilder |
| Platz der Jugend (Karte)                       | Kriegerdenkmal      |                                                                                            | 094 11127          | Baudenkmal     | Kriegerdenkmal |
| Schulberg 14 (Karte)                           | Kirche              | St. Alexander                                                                              | 094 11135          | Baudenkmal     | Kirche         |
| Schulberg 14 (Karte)                           | Dorfschule Hakeborn | Schule, am 6. März 2015 als Denkmal ausgewiesen. Das Gebäude dient heute als Gemeindehaus. |                    | Baudenkmal     | Weitere Bilder |
| Straße zum Hakel 2 (Karte)                     | Wohnturm            |                                                                                            | 094 10118          | Baudenkmal     | Wohnturm       |
| Straße zum Hakel 16 (Karte)                    | Bauernhof           |                                                                                            | 094 11133          | Baudenkmal     | Bauernhof      |
| Straße zum Hakel 22 Ecke Neues Tor (Karte)     | Wohnhaus            |                                                                                            | 094 11128          | Baudenkmal     | Wohnhaus       |
| Wartweg (Karte)                                | Mühle               | Windmühle                                                                                  | 094 10081          | Baudenkmal     | Mühle          |
| Wartweg südlich des Ortes (Karte)              | Warte               |                                                                                            | 094 10084          | Baudenkmal     | Warte          |

### Westeregeln
| Lage                                                              | Bezeichnung             | Beschreibung                            | Erfassungs- nummer | Ausweisungsart | Bild                    |
| ----------------------------------------------------------------- | ----------------------- | --------------------------------------- | ------------------ | -------------- | ----------------------- |
| Bahnhofstraße 4 (Karte)                                           | Wohn- und Geschäftshaus |                                         | 094 95758          | Baudenkmal     | BW                      |
| Bahnhofstraße 7 (Karte)                                           | Kirche                  | Katholische St.-Mechthild-Kirche        | 094 95757          | Baudenkmal     | Weitere Bilder          |
| Bahnhofstraße 14 (Karte)                                          | Bahnhof                 |                                         | 094 95756          | Baudenkmal     | BW                      |
| Bahnhofstraße 27, 28 (Karte)                                      | Häusergruppe            |                                         | 094 95759          | Denkmalbereich | BW                      |
| Bahnhofstraße 34 (Karte)                                          | Villa                   |                                         | 094 95760          | Baudenkmal     | BW                      |
| Breite Straße 7 (Karte)                                           | Bauernhof               |                                         | 094 95761          | Baudenkmal     | BW                      |
| Breite Straße 15 (Karte)                                          | Wohn- und Geschäftshaus |                                         | 094 95763          | Baudenkmal     | Wohn- und Geschäftshaus |
| Brunnenstraße Eckbebauung zur Lindenstraße (Karte)                | Bauernhof               |                                         | 094 95764          | Baudenkmal     | BW                      |
| Brunnenstraße (Karte)                                             | Bauernhof               | Domäne                                  | 094 95765          | Baudenkmal     | BW                      |
| Douglashall 16 (Karte)                                            | Speicher                | Salzspeicher                            | 094 90147          | Baudenkmal     | BW                      |
| Egelner Straße (Karte)                                            | Friedhof                |                                         | 094 95768          | Baudenkmal     | BW                      |
| Egelner Straße 12 (Karte)                                         | Villa                   | Gewerbegebiet Goethepark                | 094 95769          | Baudenkmal     | BW                      |
| Feldstraße 1 Straßengabelung zwischen Feldstraße und Lust (Karte) | Villa                   |                                         | 094 95771          | Baudenkmal     | BW                      |
| Goethe-Park (Karte)                                               | Wasserturm              |                                         | 094 95772          | Baudenkmal     | Wasserturm              |
| Goethe-Park 8 (Karte)                                             | Villa                   |                                         | 094 95773          | Baudenkmal     | BW                      |
| Goethe-Park 4, 5, 6, 7, 8, 40, 43, 51 (Karte)                     | Siedlung                |                                         | 094 95774          | Denkmalbereich | BW                      |
| Grüne Straße (Karte)                                              | Schule                  |                                         | 094 95775          | Baudenkmal     | BW                      |
| Hadmerslebener Straße 11/12, 13, 14, 15 (Karte)                   | Siedlung                |                                         | 094 95776          | Baudenkmal     | BW                      |
| Heitmannsmühle (Karte)                                            | Mühle                   | Heitmannsmühle                          | 094 95777          | Baudenkmal     | BW                      |
| Kalkberg (Karte)                                                  | Ziegelei                | Dampfziegelei und Gipswerke Westeregeln | 094 95778          | Baudenkmal     | Weitere Bilder          |
| Klosterstraße 7 (Karte)                                           | Kindergarten            | Berglinckscher Hof                      | 094 95779          | Baudenkmal     | BW                      |
| Klosterstraße (Karte)                                             | Waage                   |                                         | 094 95780          | Baudenkmal     | BW                      |
| Lindenstraße (Karte)                                              | Kriegerdenkmal          |                                         | 094 95781          | Baudenkmal     | BW                      |
| Lindenstraße 7 (Karte)                                            | Wohnhaus                | Manufaktur-Putz-Modewaren               | 094 95783          | Baudenkmal     | BW                      |
| Lindenstraße 2 (Karte)                                            | Wohn- und Geschäftshaus |                                         | 094 95782          | Baudenkmal     | BW                      |
| Lindenstraße 13 (Karte)                                           | Wohnhaus                |                                         | 094 95767          | Baudenkmal     | BW                      |
| Lindenstraße 17 (Karte)                                           | Wohnhaus                |                                         | 094 95784          | Baudenkmal     | BW                      |
| Lindenstraße 18 (Karte)                                           | Wohnhaus                | Wohnhaus                                | 094 95785          | Baudenkmal     | BW                      |
| Marktstraße 2 (Karte)                                             | Wohnhaus                | Wohnhaus                                | 094 95788          | Baudenkmal     | BW                      |
| Marktstraße 1a (Karte)                                            | Scheune                 |                                         | 094 95787          | Baudenkmal     | BW                      |
| Martin-Luther-Platz (Karte)                                       | Kirche                  | St. Jacobi                              | 094 95789          | Baudenkmal     | Kirche                  |
| Martin-Luther-Platz 5 (Karte)                                     | Pfarrhaus               |                                         | 094 95791          | Baudenkmal     | Pfarrhaus               |
| Martin-Luther-Platz 1/2 (Karte)                                   | Schule                  |                                         | 094 95790          | Baudenkmal     | BW                      |
| Maxim-Gorki-Straße (Karte)                                        | Kriegerdenkmal          |                                         | 094 95792          | Baudenkmal     | BW                      |
| Meisterstraße 1 (Karte)                                           | Bauernhof               |                                         | 094 95793          | Baudenkmal     | BW                      |
| Pfarrstraße (Karte)                                               | Mauer                   |                                         | 094 95794          | Baudenkmal     | BW                      |
| Rosa-Luxemburg-Straße 6 (Karte)                                   | Wohnhaus                |                                         | 094 95795          | Baudenkmal     | BW                      |
| Salzstraße 19 (Karte)                                             | Wohnhaus                |                                         | 094 95796          | Baudenkmal     | BW                      |

## Ehemalige Kulturdenkmale nach Ortsteilen
Die nachfolgenden Objekte waren ursprünglich ebenfalls denkmalgeschützt oder wurden in der Literatur als Kulturdenkmale geführt. Die Denkmale bestehen heute jedoch nicht mehr, ihre Unterschutzstellung wurde aufgehoben oder sie werden nicht mehr als Denkmale betrachtet.

### Westeregeln
| Lage                             | Bezeichnung             | Beschreibung | Erfassungs- nummer | Ausweisungsart | Bild     |
| -------------------------------- | ----------------------- | --- | ------------------ | -------------- | -------- |
| Brunnenstraße (Karte)            | Scheune                 | nicht mehr in der Denkmalliste verzeichnet | 094 95766          | Baudenkmal     | BW       |
| Breite Straße 14 (Karte)         | Wohnhaus                | Im Jahr 2018 wurde die Denkmaleigenschaft wegen Verfalls, Abbruchs aus bauordnungsrechtlichen Gründen oder ungenehmigter Veränderungen aberkannt. | 094 95762          | Baudenkmal     | Wohnhaus |
| Douglashall 12, 13               | Werkstattgebäude        | Hauptwerkstatt | 094 90148          | Baudenkmal     |          |
| Ernst-Thälmann-Straße 63 (Karte) | Wohn- und Geschäftshaus | ca. 2015 abgerissen, Grundstück 2020 unbebaut | 094 95770          | Baudenkmal     | BW       |
| Lindenstraße 19 (Karte)          | Lückscher Hof           | Bauernhof 2024 aus dem Denkmalverzeichnis gestrichen.                                                                                             | 094 95786          | Baudenkmal     | BW       |

## Legende
In den Spalten befinden sich folgende Informationen:
- Lage: Nennt den Straßennamen und wenn vorhanden die Hausnummer des Kulturdenkmals. Die Grundsortierung der Liste erfolgt nach dieser Adresse. Der Link „Karte“ führt zu verschiedenen Kartendarstellungen und nennt die geographischen Koordinaten.
Link zu einem Kartenansichtstool, um Koordinaten zu setzen. In der Kartenansicht sind Baudenkmale ohne Koordinaten mit einem roten bzw. orangen Marker dargestellt und können in der Karte gesetzt werden. Baudenkmale ohne Bild sind mit einem blauen bzw. roten Marker gekennzeichnet, Baudenkmale mit Bild mit einem grünen bzw. orangen Marker.
- Offizielle Bezeichnung: Nennt den Namen, die Bezeichnung oder zumindest die Art des Kulturdenkmals und verlinkt, soweit vorhanden, auf den Artikel zum Objekt.
- Beschreibung: Nennt bauliche und geschichtliche Einzelheiten des Kulturdenkmals, vorzugsweise die Denkmaleigenschaften.
- Erfassungsnummer: Für jedes Kulturdenkmal wird in Sachsen-Anhalt eine 20stellige Erfassungsnummer vergeben. Die letzten zwölf Ziffern werden für die Untergliederung nach Teilobjekten genutzt und werden nur angegeben, soweit vergeben. In dieser Spalte kann sich folgendes Icon  befinden, dies führt zu Angaben zu diesem Baudenkmal bei Wikidata.
- Ausweisungsart: Die Einordnung des Denkmales nach § 2 Abs. 2 DenkmSchG LSA
- Bild: Ein Bild des Denkmales, und gegebenenfalls einen Link zu weiteren Fotos des Kulturdenkmals im Medienarchiv Wikimedia Commons. Wenn man auf das Kamerasymbol klickt, können Fotos zu Kulturdenkmalen aus dieser Liste hochgeladen werden: